# Žirany
Žirany (Hongaars: Zsére) is een Slowaakse gemeente in de regio Nitra, en maakt deel uit van het district Nitra.
Žirany telt 1.385 inwoners. Ongeveer de helft van de bevolking maakt onderdeel uit van de Hongaarse minderheid in Slowakije.

Tot in de jaren 2000 waren de Hongaren nog ruim in de meerderheid. Samen met omliggende dorpen maakt Zirany onderdeel uit van de Hongaarstalige enclave Zoboralja.